# Prowincja Hà Nam
Hà Nam wymowaⓘ – prowincja Wietnamu, znajdująca się w północnej części kraju, w Regionie Delty Rzeki Czerwonej.

## Podział administracyjny
W skład prowincji Hà Nam wchodzi pięć dystryktów oraz jedno miasto.
- Miasta:

1. Phủ Lý

- Dystrykty:

1. Bình Lục
2. Duy Tiên
3. Kim Bảng
4. Lý Nhân
5. Thanh Liêm